# 艾哈迈德·比莱克
艾哈迈德·比莱克（土耳其語：Ahmet Bilek，1932年3月15日—1970年10月4日），土耳其男子摔跤运动员。他曾代表土耳其参加1960年夏季奥林匹克运动会摔跤比赛，获得男子自由式蝇量级金牌。